# Generali Ladies Linz 2013
Generali Ladies Linz 2013 byl tenisový turnaj pořádaný jako součást ženského okruhu WTA Tour, který se hrál na krytých dvorcích s tvrdým povrchem stadionu TipsArena Linz. Konal se mezi 7. až 13. říjnem 2013 v rakouiském Linci jako 27. ročník turnaje.
Turnaj s rozpočtem 235 000 dolarů patřil do kategorie WTA International Tournaments. Nejvýše nasazenou hráčkou ve dvouhře se stala devátá tenistka světa Angelique Kerberová z Německa, která potvrdila roli favoritky a turnaj vyhrála po finálové výhře nad Anou Ivanovićovou.

## Ženská dvouhra

### Nasazení
| Stát          | Hráčka                    | WTA1) | Nasazení |
| ------------- | ------------------------- | ----- | -------- |
| Německo       | Angelique Kerberová       | 9.    | 1.       |
| Spojené státy | Sloane Stephensová        | 13.   | 2.       |
| Srbsko        | Ana Ivanovićová           | 14.   | 3.       |
| Španělsko     | Carla Suárezová Navarrová | 15.   | 4.       |
| Belgie        | Kirsten Flipkensová       | 19.   | 5.       |
| Rumunsko      | Sorana Cîrsteaová         | 21.   | 6.       |
| Slovensko     | Dominika Cibulková        | 23.   | 7.       |
| Slovensko     | Daniela Hantuchová        | 31.   | 8.       |

- 1) Žebříček WTA k 30. září 2013.

### Jiné formy účasti
Následující hráčky obdržely divokou kartu do hlavní soutěže:
- Angelique Kerberová
- Melanie Klaffnerová
- Patricia Mayrová-Achleitnerová

Následující hráčky si zajistily postup do hlavní soutěže v kvalifikaci:
- Camila Giorgiová
- Aleksandra Krunićová
- Katarzyna Piterová
- Kristýna Plíšková
  -  Maryna Zanevská – jako šťastná poražená

### Odhlášení
před zahájením turnaje
- Alizé Cornetová
- Simona Halepová
- Petra Kvitová

## Ženská čtyřhra

### Nasazení
| Stát      | Hráčka             | Stát     | Hráčka                | WTA1) | Nasazení |
| --------- | ------------------ | -------- | --------------------- | ----- | -------- |
| Kanada    | Gabriela Dabrowská | Polsko   | Alicja Rosolská       | 119.  | 1.       |
| Německo   | Julia Görgesová    | Německo  | Andrea Petkovicová    | 124.  | 2.       |
| Slovensko | Janette Husárová   | Česko    | Renata Voráčová       | 134.  | 3.       |
| Německo   | Mona Barthelová    | Rumunsko | Irina-Camelia Beguová | 142.  | 4.       |

- 1) Žebříček WTA k 30. září 2013; číslo je součtem umístění obou členek páru.

### Jiné formy účasti
Následující páry obdržely divokou kartu do hlavní soutěže:
- Annika Becková /  Sandra Klemenschitsová
- Lisa-Maria Moserová /  Nicole Rottmannová

## Přehled finále

### Ženská dvouhra
- Angelique Kerberová vs.  Ana Ivanovićová, 6-4, 7–6(8–6)

### Ženská čtyřhra
- Karolína Plíšková /  Kristýna Plíšková vs.  Gabriela Dabrowská /  Alicja Rosolská, 7–6(8–6), 6–4